# Alfabets derivats del llatí
La majoria de les llengües europees usen els caràcters de l'alfabet llatí com a base del seu escriptura, i a part va ser adoptat per llengües de tots els continents. L'alfabet llatí va evolucionar per adaptar-se a les necessitats de tan dispar grup de llengües, modificant algunes de les seves lletres per representar sons inexistents en les llengües romàniques, per a les que originalment es va dissenyar, originant els alfabets derivats del llatí. L'alfabet llatí bàsic consta de 26 lletres, encara que no tots els idiomes les utilitzen totes.